# Lola al miglior trucco
Il Lola al miglior trucco (Bestes Maskenbild) è un premio che viene assegnato dal 2010 al miglior trucco dell'anno in un film tedesco secondo il giudizio della Deutsche Filmakademie nell'ambito del Deutscher Filmpreis.
A differenza di altri riconoscimenti cinematografici il Lola è accompagnato da un premio in denaro: attualmente il premio assegnato è di 10000 €.

## Vincitori

### 2000
- 2010
  - Waldemar Pokromski e Anette Keiser - Il nastro bianco

Wolfgang Böge e Heiko Schmidt - Hilde
Georg Korpás - Vicky il vichingo
Gerhard Zeiss - Henri 4
- 2011
  - Kitty Kratschke e Heike Merker - Goethe!

Björn Rehbein - Jud Süß – Film ohne Gewissen
Susana Sánchez - Poll
- 2012
  - Björn Rehbein e Heike Merker - Anonymous

Christina Baier - Hell
Kitty Kratschke, Katharina Nädelin e Georg Korpás - Hotel Lux
- 2013
  - Jeannette Latzelsberger, Gregor Eckstein, Elke Lebender, Stephanie Däbritz e Julia Rinkl - Quellen des Lebens

Daniel Parker e Jeremy Woodhead - Cloud Atlas
Astrid Weber - Hannah Arendt
- 2014
  - Helene Lang, Roman Braunhofer - Lo straniero della valle oscura - The Dark Valley (Das finstere Tal)

Kitty Kratschke e Juliane Hübner - Corri ragazzo corri (Lauf Junge lauf)
Heike Merker - Medicus (Der Medicus)
- 2015
  - Nannie Gebhardt-Seele, Tatjana Krauskopf - Beloved Sisters (Die geliebten Schwestern)

Tatjana Krauskopf e Isabelle Neu - Elser - 13 minuti che non cambiarono la storia (Elser – Er hätte die Welt verändert)
Waldemar Pokromski, Sabine Schumann - Il padre (The Cut)
- 2016
  - Hanna Hackbeil - Herbert

Lena Lazzarotto e Henny Zimmer - Ich und Kaminski
Astrid Mariaschk - Lo Stato contro Fritz Bauer (Der Staat gegen Fritz Bauer)
- 2017
  - Kathi Kullack - Das kalte Herz

Waldemar Pokromski - Marie Curie
Astrid Weber, Hannah Fischleder - Paula
- 2018
  - Morag Ross, Massimo Gattabrusi - Manifesto

Heike Merker - Ötzi - L'ultimo cacciatore (Der Mann aus dem Eis)
Ljiljana Müller, Hanna Hackbeil - 3 Tage in Quiberon
- 2019
  - Maike Heinlein, Daniel Schröder e Lisa Edelmann – Il mostro di St. Pauli (Der Goldene Handschuh)

Grit Kosse, Uta Spikermann – Gundermann
Birger Laube, Heike Merker – Eleanor & Colette
- 2020
  - Astrid Weber, Hannah Fischleder –  Lindenberg! Mach dein Ding

Helene Lang – Narciso e Boccadoro (Narziss und Goldmund)
Gerhard Zeiss – Ich war noch niemals in New York
- 2021
  - Sabine Schumann – Tides

Nannie Gebhardt-Seele, Anna Freund – Fabian - Going to the Dogs (Fabian oder Der Gang vor die Hunde)
Daniela Skala – Il re degli scacchi (Schachnovelle)
- 2022
  - Heiko Schmidt, Kerstin Gaecklein, Roman Braunhofer – Große Freiheit

Grit Kosse, Uta Spikermann – Una mamma contro G. W. Bush (Rabiye Kurnaz gegen George W. Bush)
Uta Spikermann, Grit Kosse – Lieber Thomas
- 2023
  - Heike Merker – Niente di nuovo sul fronte occidentale (Im Westen nichts Neues)

Julia Böhm e Friederike Schäfer – Seneca (Seneca – Oder: Über die Geburt von Erdbeben)
Annett Schulze, Dorit Jur e Ines Ransch – In einem Land, das es nicht mehr gibt
- 2024
  - Alisza Pfeifer e Christina Baier – Girl You Know It’s True

Kerstin Gaecklein, Heiko Schmidt e Lisa Becker – Stella: A Life (Stella. Ein Leben)
Helene Lang – Ein ganzes Leben